# Sankt Magdalena im Halltal

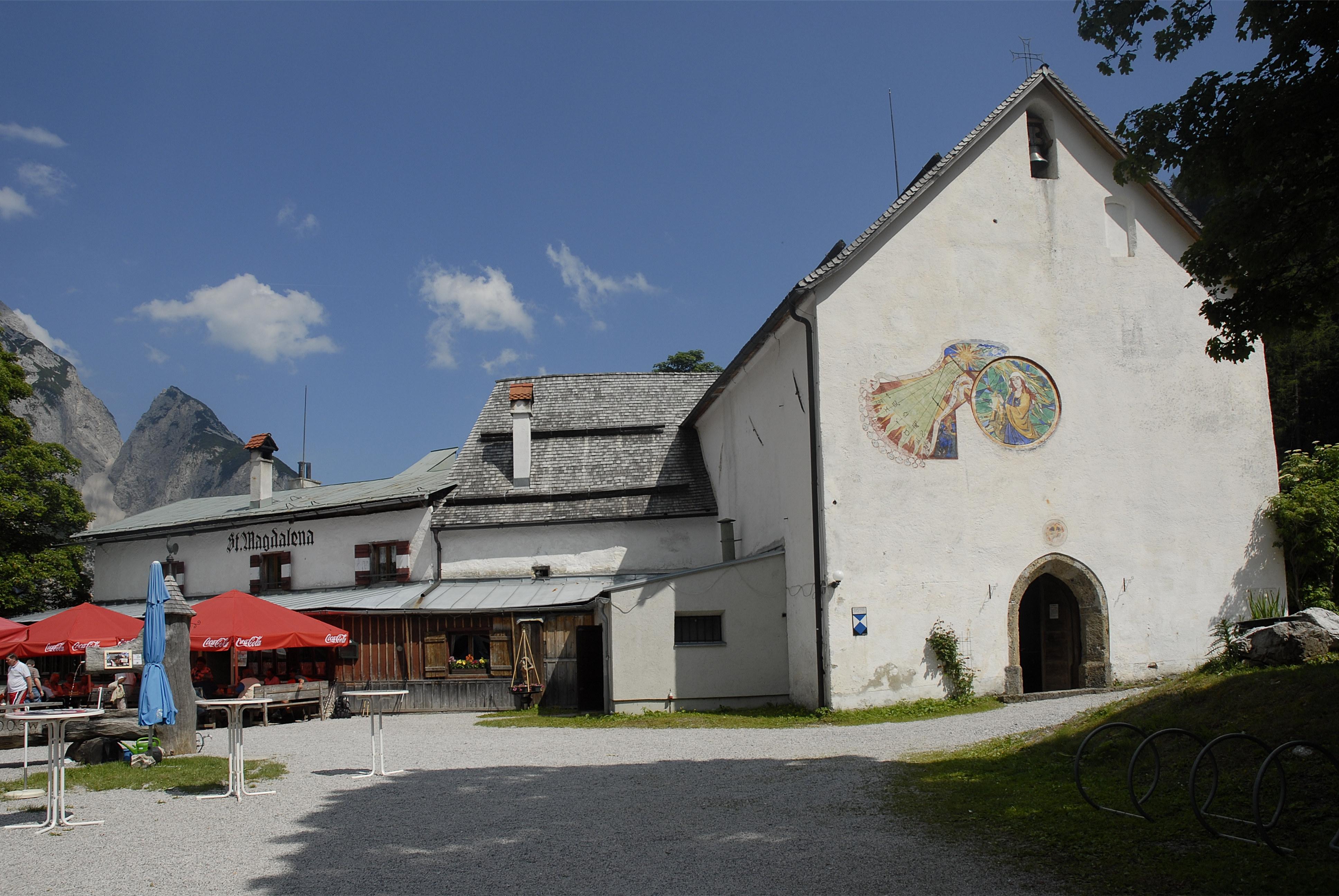
Sankt Magdalena, im Hintergrund die Hüttenspitze

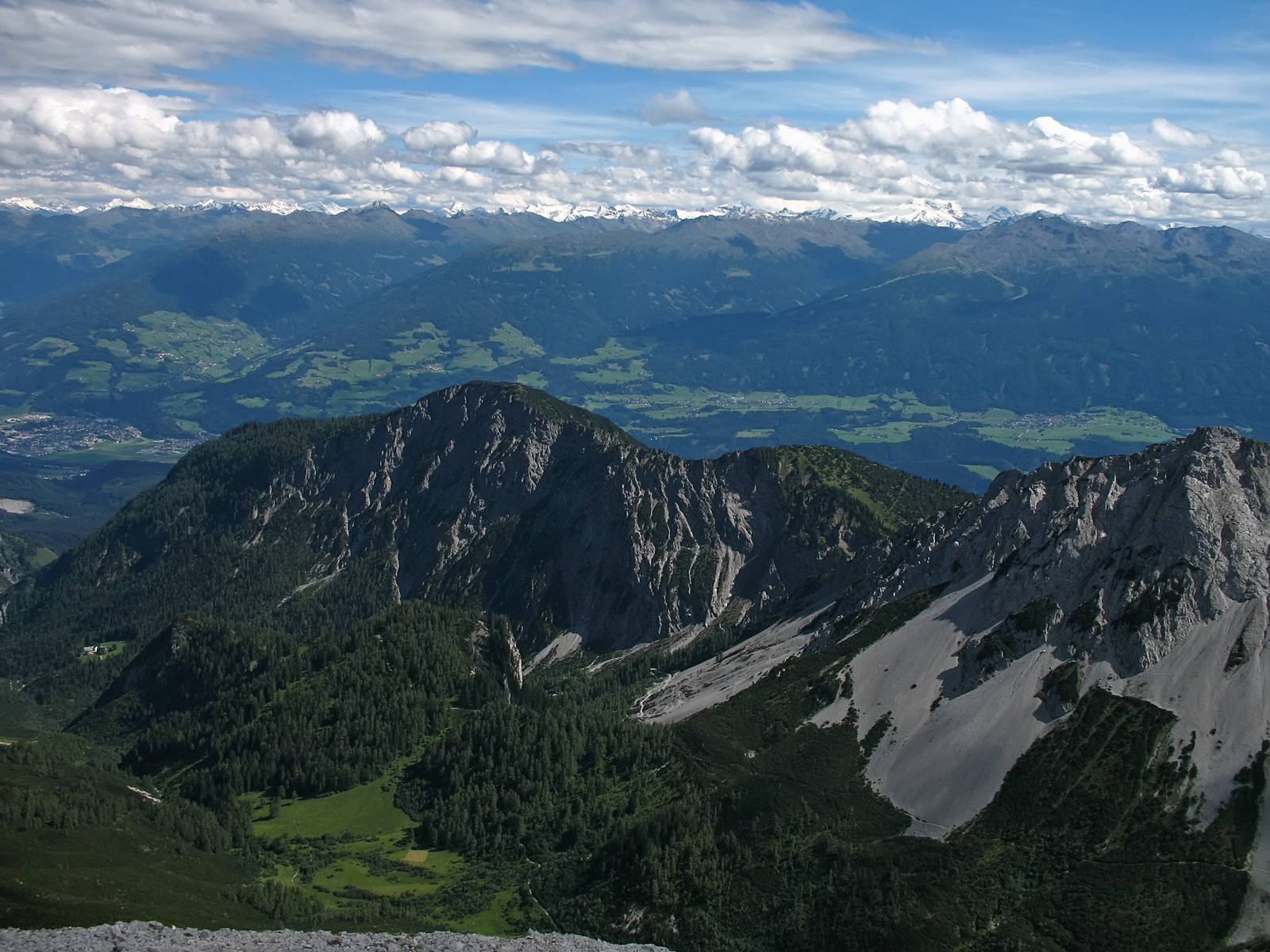
Die Lage von St. Magdalena im Halltal: kleine Waldlichtung mit den Gebäuden am linken Bildrand

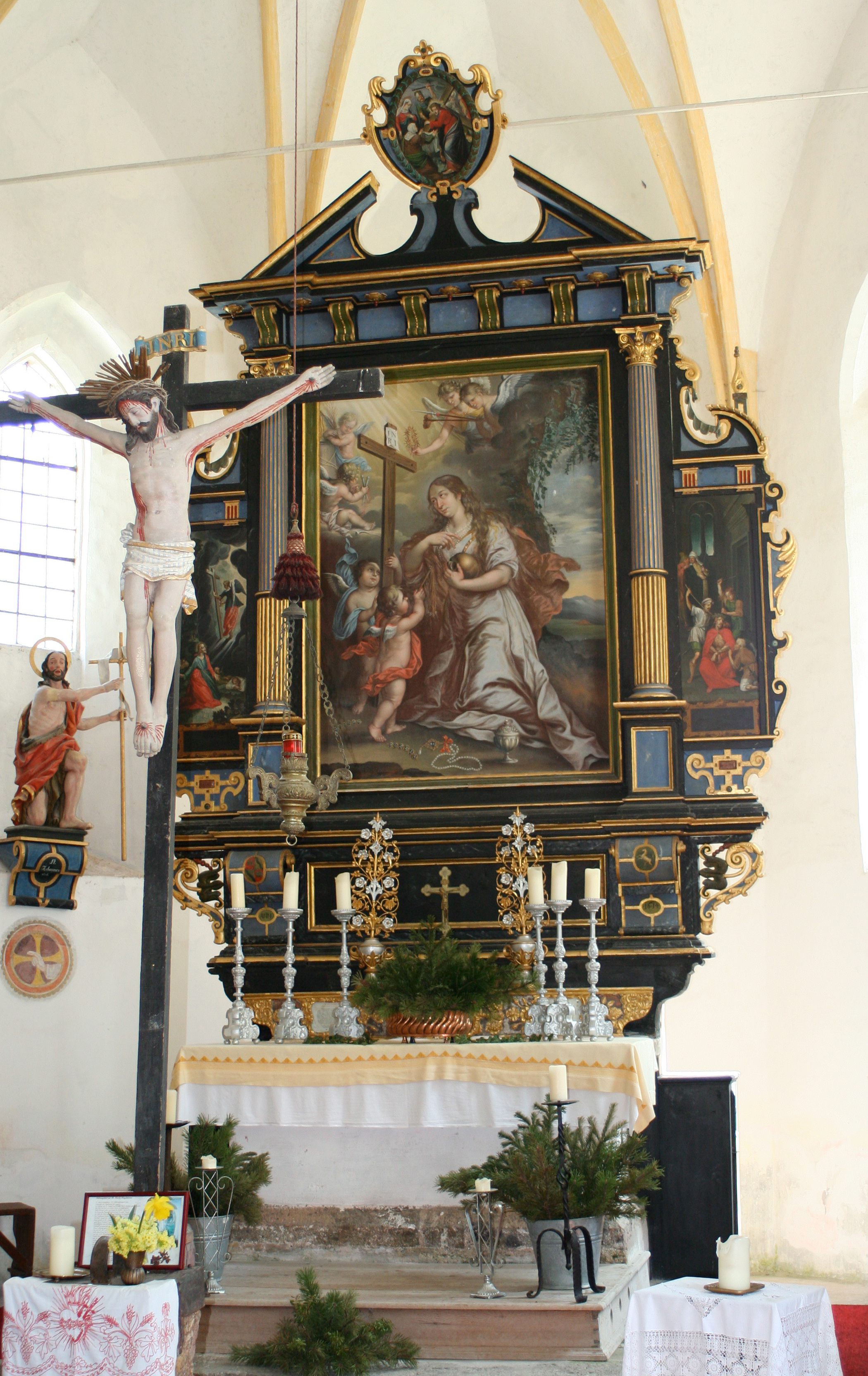
Der barocke Hochaltar von St. Magdalena, das Bild von Paul Ainhauser aus dem Jahr 1703 zeigt die Kirchenpatronin

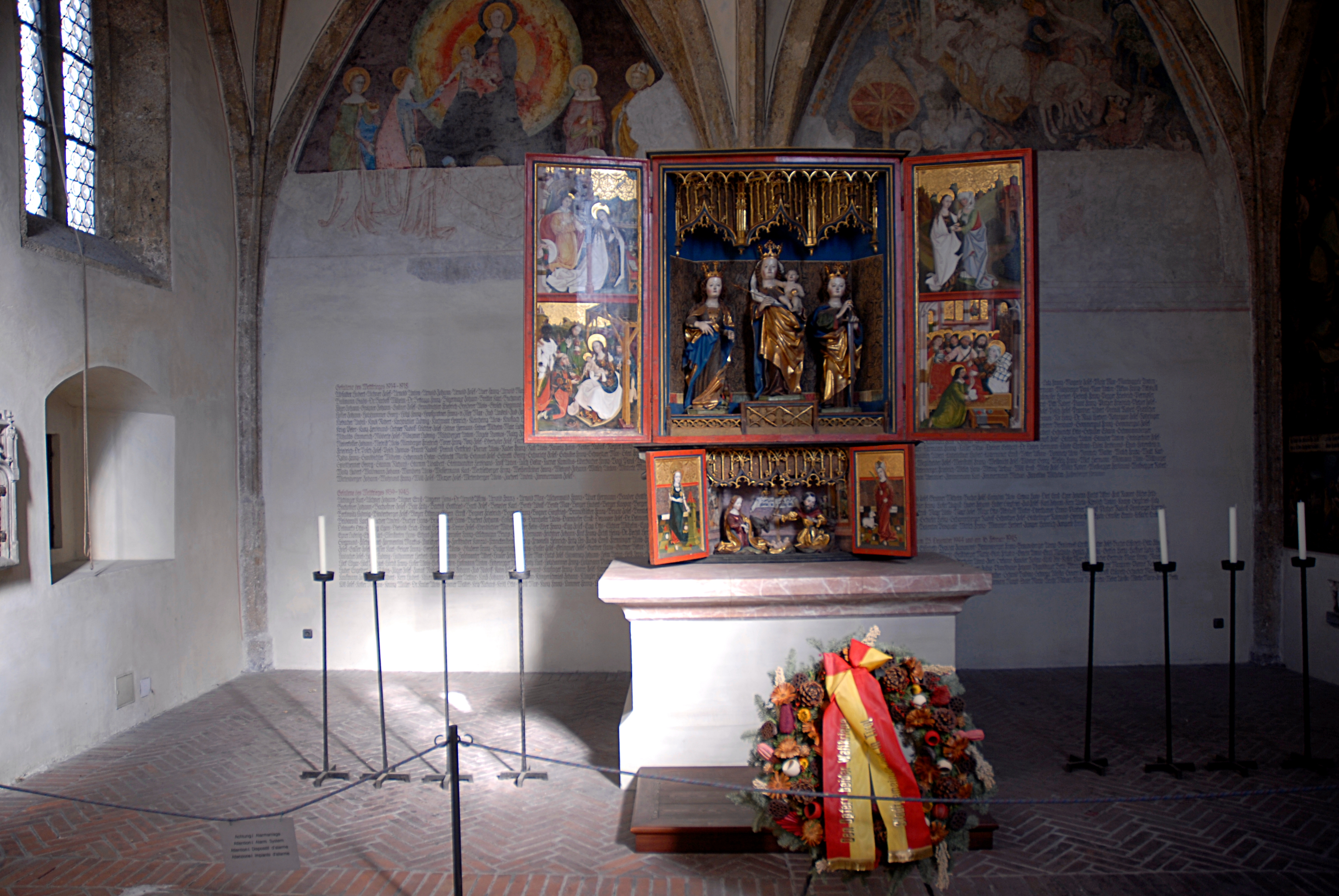
Der spätgotische Flügelaltar von Sankt Magdalena befindet sich seit 1923 in Hall in der Kriegergedächtniskapelle

Sankt Magdalena im Halltal ist ein ehemaliges Kloster und heute ein Ausflugsziel mit Gasthaus im Halltal im Karwendel im Bundesland Tirol.

## Lage und Erreichbarkeit
Sankt Magdalena liegt auf einer Terrasse in den Nordhängen des Haller Zunterkopfs auf 1287 m ü. A. Die fast kreisrunde Waldlichtung mit der Klosterkirche und der ehemaligen Kaplanei, die jetzt das Gasthaus ist, liegt etwa in der Mitte des Halltals. Für Wanderer bietet sich der Fluchtsteig an, der zur Zeit des Salzbergbaus angelegt wurde, da er durch seine Lage in den Nordhängen weniger der Gefahr von Lawinen vom Bettelwurfmassiv ausgesetzt war. Im Winter wird von Sankt Magdalena eine Rodelbahn durch das Halltal hinaus präpariert. Bei Lawinengefahr muss die Bahn immer wieder gesperrt werden, außerdem weist sie einen sehr anspruchsvollen Abschnitt mit einem Gefälle von 32 Prozent auf.

## Geschichte
Bei archäologischen Grabungen in den letzten Jahren wurden bei Sankt Magdalena zahlreiche Keramikfunde aus der späten Hallstattzeit entdeckt, die Funde dürften in Zusammenhang mit dem Salzbergbau stehen.
1441 zog sich Hans Frankfurter, der von 1436 bis 1440 in der Haller Saline Verwalter im Salzmairamt war, in das Halltal zurück, um ein Einsiedlerleben zu führen. Als Salzmaier oblagen ihm zuvor im Salzbergwerk und in der Saline die Verwaltung und die niedere Gerichtsbarkeit über die Beschäftigten. Damit gehörte Frankfurter zu den angesehensten Beamten Tirols. Bald schloss sich ihm ein gewisser Heinrich an und es entstand neben der Klause eine erste Kapelle, die unter anderem dem heiligen Rupert, Johannes dem Täufer, Maria Magdalena, Barbara und dem Apostel Matthäus gewidmet war. Herzog Siegmund von Österreich stand der Gründung sehr positiv gegenüber und veranlasste 1447, dass jede Woche dort eine Messe gelesen wird. Kurz darauf sollen die beiden Brüder in das Benediktinerstift Tegernsee eingetreten sein. Es gibt aber Hinweise darauf, dass Hans Frankfurter auch nach 1448 noch in einer Klause im Gebiet des damaligen Bistums Brixen lebte. So gab Kardinal Nikolaus von Kues am 1. Mai 1452 den beiden Eremiten eine eigene Regel und die Empfehlung, sich an der Benediktsregel und anderen religiösen Gemeinschaften zu orientieren.
Im Halltal wurden als Ersatz für die verwaiste Klause zwei Waldschwestern aus einem Verband des Klosters Kürrenberg (Kürnberg) im heutigen Baden geholt. Die Schwesterngemeinschaft erhielt ebenfalls von Nikolaus von Kues im Jahr 1452 eigene Statuten, die sich stark an die Regel des heiligen Augustinus anlehnten. Trotz der Lage auf der Schattseite eines unwirtlichen Tales entwickelte sich die Schwesterngemeinschaft recht gut. So veranlasste Herzog Siegmund, dass die Schwesterngemeinschaft einen eigenen Kaplan erhielt. 1494 wohnten 24 Schwestern in dem Kloster. 1490 wurde der Kirchweihtag der 1486 vollendeten Kirche durch den Brixner Fürstbischof Kardinal Melchior von Meckau vom Sonntag nach dem Maria-Himmelfahrts-Tag auf den Tag der Maria Magdalena verlegt. Dies könnte auch den Anlass zur nunmehrigen Benennung Sankt Magdalena gegeben haben. Einen Einbruch für das Kloster bedeutete die Gründung des Tochterklosters St. Martin in Gnadenwald um 1499. Neben einigen Schwestern dürfte auch einiges an materiellen Besitztümern an die neue Gründung gegangen sein und manche Spenden erreichten nicht mehr das Mutterhaus. Angesichts des neuen Klosters im sonnigen St. Martin sehnten sich die verbliebenen Schwestern ebenfalls nach einem freundlicheren Platz und trugen ihre Bitten Kaiser Maximilian vor. Dieser ließ zu der Kirche St. Martin bei Schwaz ein Kloster dazubauen. 1522 konnten die Schwestern dorthin umziehen. Das Kloster bei Schwaz bestand bis zur Aufhebung durch Kaiser Joseph II. im Jahr 1782.
Das leer stehende Kloster im Halltal diente den Landesfürsten als Jagdquartier und 1648 flüchteten viele Haller vor der Pest in die einsamen Gebäude. Im 17. Jahrhundert wurde die Kirche barockisiert. Der spätgotische Flügelaltar wurde an eine Seitenwand gestellt zugunsten eines Barockaltars, der ursprünglich für die Pfarrkirche von Absam bestimmt war. Der wertvolle Flügelaltar befindet sich seit 1923 in der Haller Kriegergedächtniskapelle.
Ein schweres Erdbeben im Jahr 1689 ließ die Klostermauern einstürzen, während die Kirche standhielt. Auch die Unterkunft für den Kaplan ließ sich nach dem Beben wieder herrichten, dieser Gebäudetrakt beherbergt seit 1874 eine Gastwirtschaft. Am 14. Februar 1888 zog eine Staublawine von der gegenüberliegenden Talseite das Kloster arg in Mitleidenschaft, so wurden die Dächer von der Kirche und der Kaplanei heruntergerissen. In den Jahren 1955 bis 1957 wurde die Kirche renoviert.